# I.O.I
I.O.I (kor. 아이오아이 Aioai, znany także jako IOI i Ideal of Idol) – girlsband z Korei Południowej założony przez firmę CJ E&M w konsekwencji wyemitowania survivalowego programu Produce 101 na stacji Mnet. W skład zespołu weszło jedenaście dziewcząt wybranych spośród 101 stażystek z różnych firm rozrywkowych: Lim Na-young, Kim Chung-ha, Kim Se-jeong, Jung Chae-yeon, Zhou Jieqiong, Kim So-hye, Yu Yeon-jung, Choi Yoo-jung, Kang Mi-na, Kim Do-yeon oraz Jeon So-mi. Zespół zadebiutował 4 maja 2016 roku minialbumem Chrysalis i był aktywny przez niecały rok.
Ostatnie koncerty zespołu, pt. Time Slip – I.O.I, które odbyły się w dniach 20–22 stycznia 2017 roku, były ostatnią aktywnością grupy na scenie muzycznej. Zespół I.O.I został oficjalnie rozwiązany pod koniec stycznia 2017 roku, a jego członkinie wróciły do swoich agencji.

## Historia

### Przed debiutem:Produce 101i „Crush”
Przed uczestnictwem w programie Produce 101 niektóre członkinie I.O.I zyskały uznanie po występie w innych programach telewizyjnych: Kim Se-jeong była uczestniczką konkursu K-pop Star 2 w 2012 roku, Jeon So-mi była uczestniczką programu survivalowego Sixteen w 2015 roku, a Choi Yoo-jung zagrała w internetowym serialu To Be Continued. We wrześniu 2015 roku Jung Chae-yeon zadebiutowała jako członkini zespołu DIA, ale tymczasowo wycofała się z aktywności grupy, aby wziąć udział w programie Produce 101. Na swoim koncie miała też rolę cameo w serialu internetowym Sweet Temptation w 2015 roku.
W listopadzie 2015 roku Mnet zapowiedział nowy program survivalowy, który zgromadził 101 uczestniczek z 46 firm rozrywkowych. Spośród nich publiczność miała wybrać 11 osób, które utworzyłyby nową grupę. Premierowy pokaz odbył się 21 stycznia; program zakończył się 1 kwietnia 2016 roku.
Początkowo planowano, że grupa zadebiutuje 1 kwietnia 2016 roku z piosenką „Crush”, którą wykonała w finałowym odcinku programu, ale YMC Entertainment i Mnet postanowiły odłożyć debiut na lepsze przygotowanie koncepcji i choreografii grupy, z nową piosenką jako debiutancki singel I.O.I. Nazwa grupy symbolizuje liczbę „101”.
3 kwietnia 2016 roku Jang Keun-suk ogłosił szczegóły planu debiutu grupy. Zamiast pierwotnie zaplanowanego cyfrowego singla, I.O.I miały wydać minialbum. Poinformowano również, że grupa wystąpi we własnym reality show na antenie Mnet. Tego samego dnia członkinie po raz pierwszy przywitały fanów jako I.O.I za pośrednictwem oficjalnego kanału w aplikacji Naver V.
4 kwietnia 2016 roku Mnet wypuścił teaser teledysku do utworu z debiutanckiego albumu I.O.I – „Crush”. Kolejnego dnia utwór został wydany jako singel cyfrowy, a następnie ukazał się jego teledysk. Gatunek wykonywanej muzyki został określony jako „Trapical Dutch Funk” (Hangul: 트래 피컬 더치 펑크).

### Debiut zChrysalis
11 kwietnia 2016 roku ogłoszono, że I.O.I zadebiutują z minialbumem 4 maja, a następnego dnia, w Jangchung Arena, odbędzie się showcase i spotkanie z fanami. LOEN Entertainment zajęło się dystrybucją wydawnictwa. 27 kwietnia YMC Entertainment ogłosiło, że pierwszy minialbum I.O.I zatytułowany został Chrysalis. Pięć dni później ukazał się zwiastun teledysku do „Dream Girls”, drugiego singla.
I.O.I oficjalnie zadebiutowały 4 maja 2016 roku poprzez wydanie pierwszego minialbumu i teledysku do głównego singla „Dream Girls”. Utwór ten został napisany przez piosenkarza i producenta Eru (który użył pseudonimu Famousbro) oraz skomponowany przez Paula z tekstami rapu napisanymi przez członkinie Lim Na-young i Choi Yoo-jung. 5 maja zespół zadebiutował w programie muzycznym stacji Mnet – M Countdown, wykonując główny utwór oraz „Knock Knock Knock”.
11 maja Jung Chae-yeon z MBK Entertainment ponownie dołączyła do zespołu DIA, by przygotować się na powrót grupy w czerwcu z nowym minialbumem.
27 maja ujawniono, że I.O.I rozpoczną promocję w podgrupach i solowo latem 2016 roku, a koniec działalności prawdopodobnie przypadnie pod koniec stycznia 2017 roku.
7 czerwca Jellyfish Entertainment poinformowało, że Kim Se-jeong i Kang Mi-na wróciły do agencji, aby przygotować się na oficjalny debiut jako członkinie grupy Gugudan pod koniec czerwca.

### „Whatta Man” i „Hand in Hand”
10 czerwca 2016 roku YMC Entertainment ujawniło, że Lim Na-young, Kim Chung-ha, Zhou Jieqiong, Kim So-hye, Choi Yoo-jung, Kim Do-yeon i Jeon So-mi utworzą podgrupę i będą promować kolejne wydawnictwo latem 2016 roku. 29 lipca 2016 roku ogłoszono, że grupa wyda nowy singel 9 sierpnia. Grupa zakończyła filmowanie 20 lipca i rozpoczęła przygotowania do wydania i promocji singla.
2 sierpnia zdjęcie zapowiadające singel zostało zaprezentowane na SNS zespołu I.O.I, z napisem „WXAXTX X XAN”. Dwa dni później YMC Entertainment upubliczniło zwiastun teledysku do nowego singla „Whatta Man (Good Man)”. Utwór został zainspirowany piosenką Lindy Lyndell „What a Man”, wersją z 1993 roku w wykonaniu Salt-n-Pepa i En Vogue. Choreografię do utworu „Whatta Man (Good Man)” stworzyła Kim Chung-ha. Ujawniono, że trzem grupom zlecono stworzenie choreografii do piosenki, ale wybrano wersję Chung-ha, ponieważ uznano ją za najwyższej jakości.
15 sierpnia 2016 roku I.O.I wydały cyfrowy singel „Hand in Hand” (kor. 손에 손잡고) będący remakiem piosenki przewodniej Letnich Igrzysk Olimpijskich 1988, którą wykonał zespół Koreana.

### Miss Me?
30 sierpnia 2016 roku YMC Entertainment ogłosiło, że I.O.I przygotowują się do kampanii promocyjnej w pełnym składzie w październiku, chociaż dokładna data nie została ustalona.
22 września agencja potwierdziła, że I.O.I rozpoczęły nagrywanie nowego minialbumu, z głównym utworem wyprodukowanym przez Park Jin-younga, założyciela agencji Jeon So-mi – JYP Entertainment, która wyprodukowała kilka hitów grupy Wonder Girls („Tell Me” i „Nobody”) oraz grupy miss A („Bad Girl Good Girl”). Park nadzorował choreografię, stroje, teledyski i sesje zdjęciowe grupy. Portal Naver poinformował również, że nowy minialbum będzie ostatnim albumem wydanym przed rozwiązaniem zespołu pod koniec roku. Członkinie po rozpadzie powrócą do swoich agencji.
28 września 2016 roku Naver potwierdził, że nowy minialbum I.O.I zostanie wydany 17 października 2016 roku. 11 października, o północy, I.O.I ogłosiły tytuł minialbumu – Miss Me?, a przez następne dwa dni zostały opublikowane cztery zdjęcia członkiń promujące nowe wydawnictwo. Trzy dni później ukazał się teledysk do utworu „Very Very Very” (kor. 너무너무너무), który został napisany, skomponowany i zaaranżowany przez Park Jin-younga. Z rytmem 206 bpm, optymistyczna i energiczna piosenka jest jednym z najszybszych utworów Parka.
Specjalny program zespołu, zatytułowany I Miss You Very Very Very Much Show, został wyemitowany na żywo przez stację Mnet 16 października o 23:30 KST, a następnie, o północy, miała miejsce premiera albumu Miss Me? oraz teledysku do głównego singla. 17 października odbył się showcase drugiego minialbumu zespołu, w Yes24 Live Hall w Seulu. Podczas imprezy YMC Entertainment ujawniło, że grupa planuje odbyć swój ostatni koncert w dniach 20–22 stycznia 2017 roku, choć szczegóły wciąż nie zostały ustalone. Na pytanie dziennikarzy o możliwy powrót zespołu po rozwiązaniu, członkinie powiedziały, że chciałyby spotkać się ponownie po pięciu latach.
I.O.I otrzymały swoją pierwszą nagrodę w programie muzycznym dzięki piosence „Very Very Very” 26 października w Show Champion.

### Ostatnia aktywność, finałowy koncert i rozpad zespołu
5 listopada 2016 roku YMC Entertainment potwierdziło, że zespół I.O.I zostanie rozwiązany 31 stycznia 2017 roku. Grupa będzie aktywnie promować do końca ich kontraktów; w związku z tym wystąpiły gościnne w programach rozrywkowych Immortal Songs: Singing the Legend, Yang and Nam Show oraz Knowing Bros. 27 listopada I.O.I zapowiedziały finałową serię koncertów solowych, zatytułowaną Time Slip – I.O.I (kor. 타임슬립-아이오아이); koncerty odbyły się w dniach 20–22 stycznia 2017 roku w Jangchung Arena, gdzie wcześniej miał miejsce debiutancki showcase grupy.

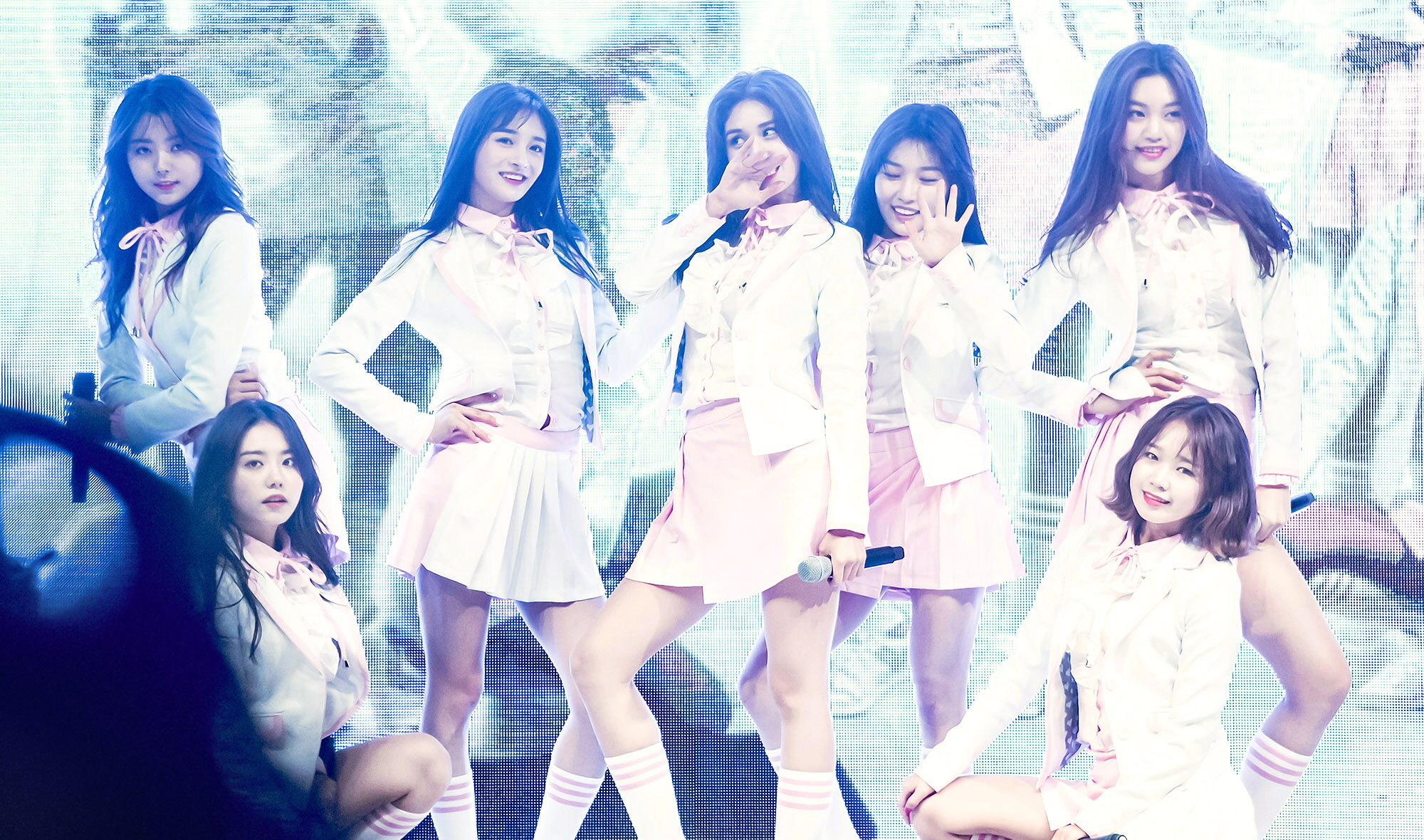
Podgrupa I.O.I w grudniu 2016 roku

21 grudnia 2016 roku przedstawiciel YMC Entertainment poinformował, że grupa I.O.I wyda cyfrowy singel w styczniu 2017 roku bez promocji w programach muzycznych.
10 stycznia 2017 roku przedstawiciel YMC Entertainment ujawnił, że I.O.I otrzymały propozycje piosenek od różnych kompozytorów i piosenkarzy jako potencjalne piosenki na finałowy singel, wśród których znalazł się też utwór Jinyounga z grupy B1A4. 17 stycznia YMC Entertainment ogłosiło, że finałowym utworem grupy przed oficjalnym rozpadem będzie „Downpour” (kor. 소나기), napisany i współwyprodukowany przez Wooziego z Seventeen. Ballada została wybrana i nagrana przez wszystkie 11 członkiń I.O.I. Cyfrowy singel i teledysk do piosenki został wydany następnego dnia o północy i osiągnął All-Kill.
Ostatnie planowe zajęcie I.O.I jako grupy odbyło się w dniu 25 stycznia 2017 roku – nakręciły reklamę marki mundurków szkolnych Elite, razem z boysbandem Pentagon. Zespół został oficjalnie rozwiązany 29 stycznia, a ostatni występ w programie telewizyjnym Section TV oraz zamknięcie kawiarenki dla fanów odbyło się 31 stycznia.
Utwór „Downpour” zwyciężył 29 stycznia w programie Inkigayo, jednakże występ na żywo nie odbył się ze względu na święto Seollal.

### Po rozpadzie
Po rozpadzie zespołu 11 członkiń I.O.I powróciło do swoich agencji.
- Jung Chae-yeon, Kim Se-jeong, Kang Mi-na oraz Yu Yeon-jung powróciły do swoich istniejących i stałych grup (DIA, Gugudan, Cosmic Girls).
- Kim So-hye dołączyła do Bae Sung-jae's Ten Radio radia SBS Power FM jako stały członek[74]. Zadebiutowała z teledyskiem oraz jako aktorka w internetowym serialu w pierwszej połowie 2017 roku[75][76].
- Kim Chung-ha otworzyła swoją oficjalną kafejkę dla fanów przed jej solowym debiutem pod wytwórnią M&H Entertainment[77]. 7 czerwca 2017 roku zadebiutowała jako solistka wydając minialbum Hands on Me[78][79].
- Lim Na-young i Zhou Jieqiong (jako Kyulkyung) zadebiutowały w zespole Pristin 21 marca 2017 roku[80].
- Choi Yoo-jung i Kim Do-yeon zadebiutowały w zespole Weki Meki 8 sierpnia 2017 roku[81].
- Jeon So-mi podpisała kontrakt z JYP Entertainment w celu rozpoczęcia solowej kariery. Dołączyła do obsady Sister's Slam Dunk Season 2, który rozpoczął się 10 lutego 2017 roku[82].

## Członkinie
- Lim Na-young (kor. 임나영), ur. 18 grudnia 1995(dts), agencja Pledis Entertainment. W programie zajęła 10. miejsce.
- Kim Chung-ha (kor. 김청하), ur. 9 lutego 1996(dts), agencja M&H Entertainment. W programie zajęła 4. miejsce.
- Kim Se-jeong (kor. 김세정), ur. 28 sierpnia 1996(dts), agencja Jellyfish Entertainment. W programie zajęła 2. miejsce.
- Jung Chae-yeon (kor. 정채연), ur. 1 grudnia 1997(dts), agencja MBK Entertainment. W programie zajęła 7. miejsce.
- Zhou Jieqiong (chn. 周洁琼, kor. 주결경), ur. 16 grudnia 1998(dts) w Taizhou, Chiny, agencja Pledis Entertainment. W programie zajęła 6. miejsce.
- Kim So-hye (kor. 김소혜), ur. 19 lipca 1999(dts), agencja RedLine Entertainment. W programie zajęła 5. miejsce.
- Yu Yeon-jung (kor. 유연정), ur. 3 sierpnia 1999(dts), agencja Starship Entertainment. W programie zajęła 11. miejsce.
- Choi Yoo-jung (kor. 최유정), ur. 12 listopada 1999(dts), agencja Fantagio. W programie zajęła 3. miejsce.
- Kang Mi-na (kor. 강미나), ur. 4 grudnia 1999(dts), agencja Jellyfish Entertainment. W programie zajęła 9. miejsce.
- Kim Do-yeon (kor. 김도연), ur. 4 grudnia 1999(dts), agencja Fantagio. W programie zajęła 8. miejsce.
- Jeon So-mi (kor. 전소미, Ennik Douma), ur. 9 marca 2001(dts) w Kanadzie, agencja JYP Entertainment. Zajęła 1. miejsce w programie Produce 101, dlatego też była „centrum” grupy[83].

## Dyskografia
Minialbumy
| Rok                                            | Tytuł | Najwyższa pozycja | Najwyższa pozycja | Najwyższa pozycja | Sprzedaż       |
| Rok                                            | Tytuł | KOR               | TW                | US World          | Sprzedaż       |
| ---------------------------------------------- | --- | ----------------- | ----------------- | ----------------- | -------------- |
| 2016                                           | Chrysalis - Wydany: 4 maja 2016 - Wytwórnia: YMC Entertainment, LOEN Entertainment - Format: CD, digital download         | 4                 | 5                 | —                 | - KOR: 79,305+ |
| 2016                                           | Miss Me? - Wydany: 17 października 2016 - Wytwórnia: YMC Entertainment, LOEN Entertainment - Format: CD, digital download | 2                 | 4                 | 11                | - KOR: 99,594+ |
| "—" oznacza, że wydawnictwo nie było notowane. | |                   |                   |                   |                |

Single
| Rok                                            | Tytuł                                | Najwyższa pozycja | Najwyższa pozycja | Najwyższa pozycja | Sprzedaż                                      | Album     |
| Rok                                            | Tytuł                                | KOR Digital       | KOR Album         | US World          | Sprzedaż                                      | Album     |
| ---------------------------------------------- | ------------------------------------ | ----------------- | ----------------- | ----------------- | --------------------------------------------- | --------- |
| 2016                                           | „Crush”                              | 12                | —                 | —                 | - KOR: 306 155+ (Digital)                     | Chrysalis |
| 2016                                           | „Dream Girls”                        | 7                 | —                 | —                 | - KOR: 652 321+ (Digital)                     | Chrysalis |
| 2016                                           | „Whatta Man”                         | 2                 | 2                 | 12                | - KOR: 72 724+ (CD) - KOR: 368 469+ (Digital) | –         |
| 2016                                           | „Hand in Hand” (kor. 손에 손잡고)    | —                 | 6                 | —                 | - KOR: 4,039+ (CD)                            | –         |
| 2016                                           | „Very Very Very” (kor. 너무너무너무) | 1                 | —                 | 4                 | - KOR: 1 265 292+ (Digital)                   | Miss Me?  |
| 2017                                           | „Downpour” (kor. 소나기)             | 3                 | —                 | —                 | - KOR: 1 112 589 (Digital)                    | –         |
| "—" oznacza, że wydawnictwo nie było notowane. |                                      |                   |                   |                   |                                               |           |

Ścieżka dźwiękowa
| Rok  | Tytuł                                             | Najwyższa pozycja | Sprzedaż        | Album                                          |
| Rok  | Tytuł                                             | KOR               | Sprzedaż        | Album                                          |
| ---- | ------------------------------------------------- | ----------------- | --------------- | ---------------------------------------------- |
| 2016 | „I Love You, I Remember You” (kor. 사랑해 기억해) | 30                | - KOR: 124 584+ | Dar-ui yeon-in – Bobogyeongsim ryeo OST Part 3 |

## Filmografia
Programy rozrywkowe
- Produce 101 (2016)
- Standby I.O.I (2016)[102]
- LAN Cable Friends I.O.I (2016)[103]
- I Miss You Very Very Very Much Show (2016)[51]